# 大平静香
大平 静香（おおひら しずか、1997年8月16日 - ）は、日本人のアイドル 女優であり、中国上海アイドルグループLunarの元メンバーである。鹿児島県指宿市出身

## 人物
- 中国で活動中は本名の大平静香として活動。その後は日本へもどりローマ字のShizukaとして活動開始。 名前をローマ字に変えた理由は不明。
- 両親は父鹿児島県指宿市出身、母大阪府出身。3人姉弟の次女（姉と弟がいる）生まれは大阪のようだがすぐに鹿児島へと来た為、出身地は鹿児島。
- 特技はジェスチャーという何とも不思議な特技。ちなみに料理も得意。
- 日本人にもかかわらず日本語が下手で、日常でも外国人に間違われる。時には本気で怒られるようだ。  漢字が大の苦手。
- 好きな食べ物は甘いもの。 中学の頃はケーキ屋さんへ行って、ケーキをワンホール食べていた程の甘いもの好き。(ぷらナビ+大平静香特集参照)
- 人柄がとてもいいと評判が良い。
- 度々整形を疑われているが本人は否定済。
- 座右の銘は｢夢を夢で終わらせない｣

### Lunar
- 全員中国人の中唯一の日本人メンバーとして、17歳で単身で上海へ渡り活動開始。その為、デビュー前にして短期間で多くの日中メディアに注目され、輝かしいデビューを果たした。日中友好の架け橋として期待されてきた。日本人メンバーとしてグループ内ではトップを争う人気メンバーだった。
- Lunarプロデューサーから原石を見つけたと苦労と努力が評価され、スカウトで全くの素人からデビュー
- 鹿児島県出身ということもあり、県からの依頼で、デビューから1年で鹿児島県観光プロモーションにも起用された。そこで作られた曲の作詞も担当。
- 地元指宿市の多くの観光地や飲食店には、Lunar時代のサインがよく飾られているとのこと。
- 本人曰く、メンバーが日本語を話せすぎる為に全く中国語を覚えられなかったとのこと。
- 人気曲 ｢夜明け｣ でASIANIDOLランキングで1位を獲得。
- 2017年9月に事務所の契約違反の為脱退した。微博で違反内容を父親の署名と共に直筆で公開した。

### 34644project
- 日本に帰国後、日本の事務所からのスカウトで地下アイドルとしてアイドル活動開始。上海での経験を活かし、グループ内でも断トツの実力とビジュアルを持っていた。
- 高い実力と経験の持ち主だった為、無名の地下アイドルでの活動は周りを驚かせた。
- 地下アイドルでは珍しい全てオリジナル曲で活動しているグループである。
- 主にライブと配信活動を行っていた。
- 2019年12月にグループ活動休止と同時に事務所を退所した。

## 出演
雑誌
- 東京グラフィティ(34644projectとして掲載)

広告
- 日清UFO焼きそば (中国日清UFO焼きそば新型カップ麺イメージモデル)
- H.I.S.(上海H.I.S.イメージモデル)
- 鹿児島県観光プロモーション (プロモーションミュージックビデオ かごんまウェルカム)

CM
- 日清UFO焼きそば(中国日清UFO焼きそば新型カップ麺)

テレビ番組
- news every.（鹿児島読売テレビ 長期密着取材)
- ぷらナビ+（KKB鹿児島放送）
- Kingspe～キンスペ～（KKB鹿児島放送）
- 上海外国語テレビ中日新視界
- アイドルゾーン20時（TOKYO MX)

ラジオ
- livaia(青春Lunar)

舞台
- 舞台フライングパイレーツ〜ネバーランド漂流記上海公演(ジュークス役)

受賞
- AiBB ASIANIDOLランキング1位(2016年)